# Mary Lou Petty
Mary Lou Petty-Skok (5 de abril de 1915 - 2 de abril de 2014) fue una nadadora de competición estadounidense que representó a los Estados Unidos en los Juegos Olímpicos de 1936 en Berlín, Alemania. Ella compitió en 400 metros estilo libre femenino, y se colocó cuarta en la final del evento. Ella nació en Spokane, Washington.
Petty era una nadadora experta a la edad de ocho años y comenzó a nadar competitivamente a la edad de trece años. Ella se había preparado originalmente para competir en los Juegos Olímpicos de 1932, pero el fracaso de los negocios de su familia durante la Gran Depresión le impidió adquirir el respaldo financiero necesario. Después de tener una relación con Bob Skok y tomar un trabajo como secretaria en Montgomery Ward, se mudó a Seattle y clasificó para el estilo libre de 400 metros en los Juegos de Verano de 1936, nadó fuera del Athletic Club de Washington durante los últimos tres años. Durante este período entre las Olimpiadas ella fijó varios récords nacionales. Su compañera de habitación en el barco a Berlín era Eleanor Holm Jarret. A pesar de la intoxicación alimentaria que tuvo, se las arregló para colocarse cuarta en la competición y recuerda la observación tanto del líder alemán Adolf Hitler y el atleta Jesse Owens en los Juegos. A su regreso a Nueva York, se casó con Skok y eventualmente se mudó a Los Ángeles, después de que Bob decidió seguir optometría. Durante la Segunda Guerra Mundial ayudó a construir alas para el bombardero Lockheed Hudson y los dos permanecieron juntos hasta la muerte de Bob, el 27 de marzo de 1998. Hasta su muerte residió en Arizona. Ella murió el 2 de abril de 2014 a los 98 años de edad.